# チャールズ・ベネット (天体物理学者)
チャールズ・レナード・ベネット（英語: Charles Leonard Bennett, 1956年11月16日 - ）は、アメリカ合衆国の天体物理学者。ジョンズ・ホプキンス大学教授。NASAのWMAPプロジェクトを統率した。

## 来歴
ニュージャージー州ニューブランズウィック出身。1976年から1978年までカーネギー研究所に所属し、同年にメリーランド大学カレッジパーク校を卒業後、1984年にマサチューセッツ工科大学から物理学のPh.D.を取得した。その後はゴダード宇宙飛行センター上級研究員を務めた。

## 受賞歴
- 2005年 ヘンリー・ドレイパー・メダル
- 2009年 コムストック物理学賞
- 2006年 ハーヴェイ賞
- 2010年 ショウ賞天文学部門、トムソン・ロイター引用栄誉賞
- 2012年 グルーバー賞宇宙論部門
- 2013年 ジャンスキー賞
- 2017年 アイザック・ニュートン・メダル
- 2018年 基礎物理学ブレイクスルー賞
- 2022年 ランフォード賞

## 参照
- Henry A. Rowland Department of Physics & Astronomy
- National Academy of Science